# Baiser Lamourette
L'épisode dit du baiser Lamourette est une tentative de réconciliation proposée par Antoine-Adrien Lamourette le 7 juillet 1792 à l'Assemblée législative. Lamourette propose à ses collègues élus de s'embrasser en signe de réconciliation, et provoque un court moment de réconciliation entre les partis. 

## L'orateur
Antoine-Adrien Lamourette est un ecclésiastique, quelquefois appelé l'abbé Lamourette. Fin août 1791, il est nommé évêque constitutionnel de Rhône-et-Loire et métropolitain du Sud-Est, fonction qu'il cumule dès lors avec celle de député. Proche de Mirabeau, un des principaux orateurs et l'un des tribuns les plus brillants, il a travaillé à ses côtés et l'a aidé à préparer ses arguments. « J’ai rarement parlé à la tribune », dit-il lui-même, « mais de grands et énergiques patriotes y ont souvent prononcé ce que j’avais conçu et écrit. »

## L'événement
Lors de l'âpre séance du 7 juillet 1792, en plein débat sur la « patrie en danger », Antoine-Adrien Lamourette affirme que la désunion de l'Assemblée est une source de malheur pour la Nation. Il appelle à la fraternité entre les députés et propose une embrassade générale. Son discours provoque effectivement un moment d'enthousiasme et d'embrassades, y compris entre des personnalités telles que Condorcet et Pastoret, qui la veille avaient débattu durement l'un contre l'autre par journaux interposés. 
Ce moment très ponctuel rappelle l'ambiance et les embrassades de la nuit du 4 août 1789. Brissot, qui se préparait à intervenir à la tribune, est contraint de temporiser et d'adapter son discours pour ne pas se trouver en complète opposition avec cette ambiance si particulière.

## Les interprétations
Deux hommes politiques, historiens l'un et l'autre, Adolphe Thiers et Jean Jaurès, ont présenté de cet événement des interprétations bien distinctes.
Dans son Histoire de la Révolution française, Adolphe Thiers pense que l'expression des députés est un moment de sincérité. « Ce fait prouve, comme tant d'autres, que la méfiance et la crainte produisaient toutes les haines, qu'un moment de confiance les faisait disparaître. » Et il poursuit en affirmant : « [L]e parti qu'on appelait républicain ne songeait pas à la République par système, mais par désespoir. »
Jean Jaurès en a une tout autre interprétation. « Qu’importe qu’en une effusion sentimentale qui n’était pas sans arrière-pensée », écrit-il, « Lamourette, évêque de Lyon, ait convié le 7 juillet tous les partis à une réconciliation, à un embrassement fraternel ? La formule politique de cet accord était décevante : « Une section de l’Assemblée attribue à l’autre le dessein séditieux de renverser la monarchie et d’établir la République ; et celle-ci prête à la première le crime de vouloir l’anéantissement de l’égalité constitutionnelle, et de tendre à la création de deux Chambres ; voilà le foyer désastreux d’une désunion qui se communique à tout l’Empire et qui sert de base aux coupables espérances de ceux qui machinent la contre-révolution. Foudroyons, Messieurs, par une exécration commune et par un dernier et irrévocable serment, foudroyons et la République et les deux Chambres. (Applaudissements unanimes.) » » Jean Jaurès analyse le discours comme une défense de la Constitution de 1791, que Lamourette veut maintenir inchangée. Jean Jaurès constate que ce moment particulier n'empêchera pas, quelques mois plus tard, l'avènement de la République, que Lamourette voulait foudroyer par sa motion. Et il affirme enfin que dès le lendemain, les participants de ce moment si particulier en parlaient d'un ton railleur.